# West Adelaide Bearcats
Le West Adelaide Bearcats est un club australien de basket-ball basé dans la ville de Adélaïde. Le club évolue en Australian Basketball Association, soit la ligue mineure de meilleur niveau en Australie. Il a évolué en National Basketball League (la ligue majeure) entre 1979 et 1984, avant d'être absorbé par les Adelaide 36ers. 
La section féminine faisait, elle, partie des équipes originelles de la Women's National Basketball League.

## Historique
Le club est fondé en 1950. À l'issue de la saison 1984, il fusionne en partie avec les Adelaide 36ers. Il rejoindra ensuite la ligue semi-professionnelle dénommée ABA.

## Palmarès
- Vainqueur de la National Basketball League : 1982

## Joueurs célèbres ou marquants
- Ken Richardson
- Al Green